# Babowaï
 (mai 2011).
Si vous disposez d'ouvrages ou d'articles de référence ou si vous connaissez des sites web de qualité traitant du thème abordé ici, merci de compléter l'article en donnant les références utiles à sa vérifiabilité et en les liant à la section « Notes et références ».
Pour les articles homonymes, voir Babaeus.
Babowaï, Babaeus (forme latine), Babuaeus, ou encore Mar Babwahi fut catholicos de l'Église de l'Orient, élu en 457, mort en 484. 
Ancien mazdéen converti au christianisme, il fut en butte à l'hostilité du roi Péroz Ier et du clergé des Mages, et passa une partie de son pontificat en prison. Il fut d'autre part en conflit avec l'évêque Barsauma de Nisibe, qui, lui, entretenait semble-t-il de bonnes relations avec le roi Péroz. Barsauma et ses partisans tentèrent de le déposer lors du concile de Beth Lapat en 484, et il répondit en les excommuniant. Peu après, pendant une vague de persécutions anti-chrétiennes ordonnée par Péroz, il fut compromis par une lettre qu'il adressa à l'empereur byzantin Zénon pour lui demander d'intervenir auprès de Péroz, et dans laquelle il comparait le roi perse à Nabuchodonosor, « roi impie » ; cette lettre aurait été interceptée et envoyée à Péroz par Barsauma et ses partisans. Babowaï fut condamné à être suspendu par le doigt portant l'anneau par lequel il avait scellé la lettre, et on le laissa mourir dans cette position. Ensuite, Barsauma et ses partisans revinrent sur les accusations qu'ils avaient portées contre Babowaï. Son successeur fut Acace de Séleucie.